# (7669) Malše
7669 Malse (1995 PB) – planetoida z pasa głównego asteroid okrążająca Słońce w ciągu 4,63 lat w średniej odległości 2,78 j.a. Odkryta 4 sierpnia 1995 roku.